# مارتا سانتوس
مارتا سانتوس مواليد 25 ديسمبر 1988، هي لاعبة كرة يد أنغولية تلعب كجناح أيسر. مثلت منتخب أنغولا لكرة اليد للسيدات. شاركت في دورة الألعاب الأولمبية الصيفية سنة 2012.

## سجل المنافسة
شاركت في البطولات التالية:
- الألعاب الأولمبية الصيفية 2012
- بطولة العالم لكرة اليد للسيدات 2013
- بطولة العالم لكرة اليد للسيدات 2015

## روابط خارجية
- مارتا سانتوس على موقع اللجنة الأولمبية الدولية (الإنجليزية)
- مارتا سانتوس على موقع أوليمبيديا (الإنجليزية)